# Герберт Гінтіс
Герберт Гінтіс (англ. Herbert Gintis; 11 лютого 1940, Філадельфія, Пенсільванія — 5 січня 2023) — американський економіст і педагог вищої школи.
Став знаним як психолог-біхевіорист, зробив внесок у біосоціологію, особливо альтруїзм, співпрацю, епістемічну теорію ігор, коеволюцію генної культури, теорію ефективної заробітної плати, сильної взаємності та теорію людського капіталу. Протягом усієї своєї кар'єри багато співпрацював з економістом Самуелем Боулзом. Їхня знакова книга «Навчання в капіталістичній Америці» витримала кілька перевидань п'ятьма мовами з її першої публікації 1976 року. Книга «Кооперативні види: людська взаємність та її еволюція» вийшла друком видавництвом Princeton University Press у 2011 році.

## Біографія
Народився 11 лютого 1940 року у Філадельфії у сім'ї роздрібного торговця меблями. Дитинство пройшло у Філадельфії, а потім неподалік Філадельфії — у Бала Сінвід. Три роки навчався в Пенсільванському університеті, один з яких провів у Паризькому університеті, і здобув ступінь бакалавра мистецтв з математики у 1961 році. Потім вступив до аспірантури Гарвардського університету, спеціалізувався також на математиці. Після здобуття ступеня магістра мистецтв у 1962 році він розчарувався в цій галузі і, хоча все ще значився в Гарварді, почав шити сандалії для магазину на Гарвард-сквер. Водночас почав брати активну участь у студентських рухах 1960-х років, зокрема «Студенти за демократичне суспільство», і дедалі більше цікавився марксизмом й економікою. 1963 року він перевів програму своєї докторської праці в Гарварді з математики на економіку і 1969 року захистив докторську дисертацію «Відчуження і влада: до радикальної економіки добробуту». Згодом його прийняли доцентом у Вищу педагогічну школу Гарварда, а потім обійняв посаду доцента на економічному факультеті Гарварда.
Після закінчення аспірантури з економіки Гінтіс познайомився з економістом Самуелем Боулзом, який повернувся до Гарварду після дослідницької роботи в Нігерії. Це стало початком співпраці, яка тривало протягом усієї їхньої кар'єри. У 1968 році Гінтіс і Боулз разом з Майклом Райхом, Річардом Едвардсом, Стівеном Маргліном та Патрісією Квік увійшли до групи аспірантів і молодих викладачів Гарварда. Група провадила семінари для розвитку своїх ідей про нову економіку, які охоплювали питання відчуження праці, расизму, сексизму й імперіалізму. Багато їхніх ідей випробовувались на заняттях у Гарварді, які вони колективно провадили на тему «Капіталістична економіка: конфлікт і влада». Вони також стали членами-засновниками Союзу радикальних політичних економістів.
У 1974 році Гінтіс, разом з Боулзом, Стівеном Резніком, Річардом Д. Вольфом і Річардом Едвардсом, був прийнятий на роботу на економічний факультет Массачусетського університету в Емгерсті у складі «радикального пакета» економістів. Боулз і Гінтіс опублікували свою знакову книгу «Шкільна освіта в капіталістичній Америці» (англ. Schooling in Capitalist America) 1976 року. Їхня друга спільна книга, «Демократія і капіталізм» (англ. Democracy and Capitalism), опублікована за десять років, стала критикою як лібералізму, так й ортодоксального марксизму, а також викладала їхнє бачення «постліберальної демократії». Їхня наступна книга «Кооперативний вид» (англ. A Cooperative Species) вийшла друком у 2011 році. Як і книга Гінтіса «Кордони розуму» (англ. The Bounds of Reason) 2009 року, вона відображає зростальну з 1990-х років увагу до об'єднання економічної теорії з біосоціологією й іншими поведінковими науками.
2003 року Гінтіс залишив Массачусетський університет в Емгерсті у званні почесного професора. У 2014 році він був запрошеним професором на економічному факультеті Центрально-Європейського університету, де викладав з 2005 року, а також запрошеним професором у Сієнському університеті з 1989 року. З 2001 співпрацював в Інституті Санта-Фе.
Помер 5 січня 2023 року на 83 році життя. Похований на цвинтарі Вайлдвуд в Емгерсті. У нього залишилися дружина Марсі (уроджена Гріслер) та їхній син Денієл.